# Jean-Baptiste Labelle
Pour l’article homonyme, voir Labelle.
Jean-Baptiste Labelle (27 mai 1836-3 août 1887) estun capitaine et homme politique fédéral du Québec.

## Biographie
Né à Sorel dans le Bas-Canada, il fait ses études dans sa ville natale. Il est commandant d'un bateau à vapeur dans la Richelieu and Ontario Navigation Company pendant 25 ans. En 1880, il travailla pour la Ottawa and Occidental Railway Company.
Tentant d'être élu député du Parti libéral du Québec dans la circonscription provinciale de Richelieu lors d'une élection partielle déclenchée après le décès de Joseph Beaudreau en 1869, mais il fut défait par le conservateur Pierre Gélinas.
Élu député du Parti conservateur dans la circonscription fédérale de Richelieu en 1887, il est mort à l'âge de 51 ans à peine 5 mois après son élection.